# Xã Windom, Quận Mower, Minnesota
Xã Windom (tiếng Anh: Windom Township) là một xã thuộc quận Mower, tiểu bang Minnesota, Hoa Kỳ. Năm 2010, dân số của xã này là 606 người.